# The Big Bang (альбом)
The Big Bang — седьмой студийный альбом Басты Раймса, выпущен 13 июня 2006 года. Через некоторое время альбом обзавёлся пятью синглами: «Touch It», «Touch It Remix», «I Love My Bitch», «New York Shit» и «In the Ghetto». К каждому из синглов было выпущено видео.

## Об альбоме
Треки «I’ll Hurt You» и «Where’s Your Money?», так и не вошедшие в список альбома, но просочившиеся в интернет, получили теплые отзывы от слушателей. Первый сингл — «Touch It», достиг отметки #16 в чарте «Hot 100». Так же, сингл «Touch It» как и ремикс к нему, содержат семпл «Technologic» группы Daft Punk. Второй сингл — «I Love My Bitch», при участии Kelis и Will.i.am, вышел в свет 6 июня 2006 года. Трек — «Get Down» изначально предполагался появиться на саундтреке «Шаг Вперёд 2: Улицы», но так и не был включён в список саундтрека.
Это был первый альбом Басты Раймса, достигший отметки #1 в чарте Billboard за первую неделю продаж с числом 209 000 копий. 4 августа 2006 года альбом достиг золотого статуса с числом 500 000 копий. К 22 ноября 2008 года, отметки продаж достигли 613 000. До этого высшее место из всех его альбомов занимал When Disaster Strikes, вышедший 9 лет назад и достигший отметки #3.

## Список композиций
1. «Get You Some» (при участии: Marsha Ambrosius, Q-Tip)
2. «Touch It»
3. «How We Do It Over Here» (при участии: Missy Elliott)
4. «New York Shit» (при участии: Swizz Beatz)
5. «Been Through the Storm» (при участии: Stevie Wonder)
6. «In the Ghetto» (при участии: Rick James)
7. «Cocaina» (при участии: Marsha Ambrosius)
8. «You Can’t Hold the Torch» (при участии: Q-Tip, Chauncey Black)
9. «Goldmine» (при участии: Raekwon)
10. «I Love My Bitch» (при участии: Kelis, Will.i.am)
11. «Don’t Get Carried Away» (при участии: Nas)
12. «They’re Out to Get Me» (при участии: Mr. Porter)
13. «Get Down»
14. «I’ll Do It All» (при участии: LaToiya Williams)
15. «Legend of the Fall Offs»

## Синглы
| «Where's Your Money?» (вырезан) - Дата выпуска: 27 сентября 2005 - Позиция в чарте: —     |
| «Touch It» - Дата выпуска: 8 апреля 2006 - Позиция в чарте: #16 U.S. Billboard Hot 100    |
| «I Love My Bitch» - Дата выпуска: 10 января 2006 - Позиция в чарте: #18 R&B/Hip-Hop Songs |
| «New York Shit» - Дата выпуска: 6 июня 2006 - Позиция в чарте: —                          |
| «In the Ghetto» - Дата выпуска: июль 2006 - Позиция в чарте: #50 R&B/Hip-Hop Songs        |
| «Don't Get Carried Away» - Дата выпуска: 10 июля 2006 - Позиция в чарте: ???              |

## Семплы
| - «Been Through the Storm» - «Everlasting Love» — Felix Cavaliere - «In the Ghetto» - «Ghetto Life» — Rick James - «New York Shit» - «Faded Lady» — SSO | - «You Can’t Hold the Torch» - «Inside My Love» — Minnie Riperton - «Legend of the Fall Offs» - «Do You Ever» — Return to Forever |

## Чарты
| Чарт (2006)                           | Позиция |
| ------------------------------------- | ------- |
| U.S. Billboard 200                    | 1       |
| U.S. Billboard Top R&B/Hip-Hop Albums | 1       |
| U.S. Billboard Top Rap Albums         | 1       |
| Canadian Albums Chart                 | 6       |
| UK Albums Chart                       | 19      |